# Pont de Kermelo
Le pont de Kermelo est un pont franchissant le Ter au passage de Kermelo. Au XXIe siècle, il permet une liaison piétonne et routière entre les communes de Lorient et de Larmor-Plage.
Trois types de pont se sont succédé depuis 1838. Le premier était un pont suspendu à fils, conçu par Marc Seguin, le suivant un pont à poutres en béton armé et celui existant aujourd'hui un pont digue avec une vanne.

## Le passage du Ter par bac
Avant 1838, un bac permettait la traversée du Ter au passage de Kermélo.

## Pont suspendu (1838-1919)
L'autorisation d'édifier un pont suspendu sur le Ter à « Kermélo » est prise par l'ordonnance royale du 16 octobre 1834. Il y est également précisé les tarifs du péage à appliquer le jour de sa livraison au public et la liste de ses exemptions.
La concession est attribuée pour 83 ans à la « Compagnie Seguin frères » qui a proposé un pont en fil de fer d'une longueur de 122 mètres pour une largeur de 2,10 mètres, conçu par Marc Seguin. L'État subventionne à hauteur de 4 000 francs un coût de construction de 43 363 francs. La mise en service a lieu le 8 février 1838 et la réception définitive des travaux seulement le 31 décembre 1839.
La commune de Ploemeur rachète le pont avant la fin de la concession, en 1902.
Après une « modernisation » en 1918, le pont suspendu est remplacé en 1919 par un pont en ciment.

## Pont à poutre (1919-1966)

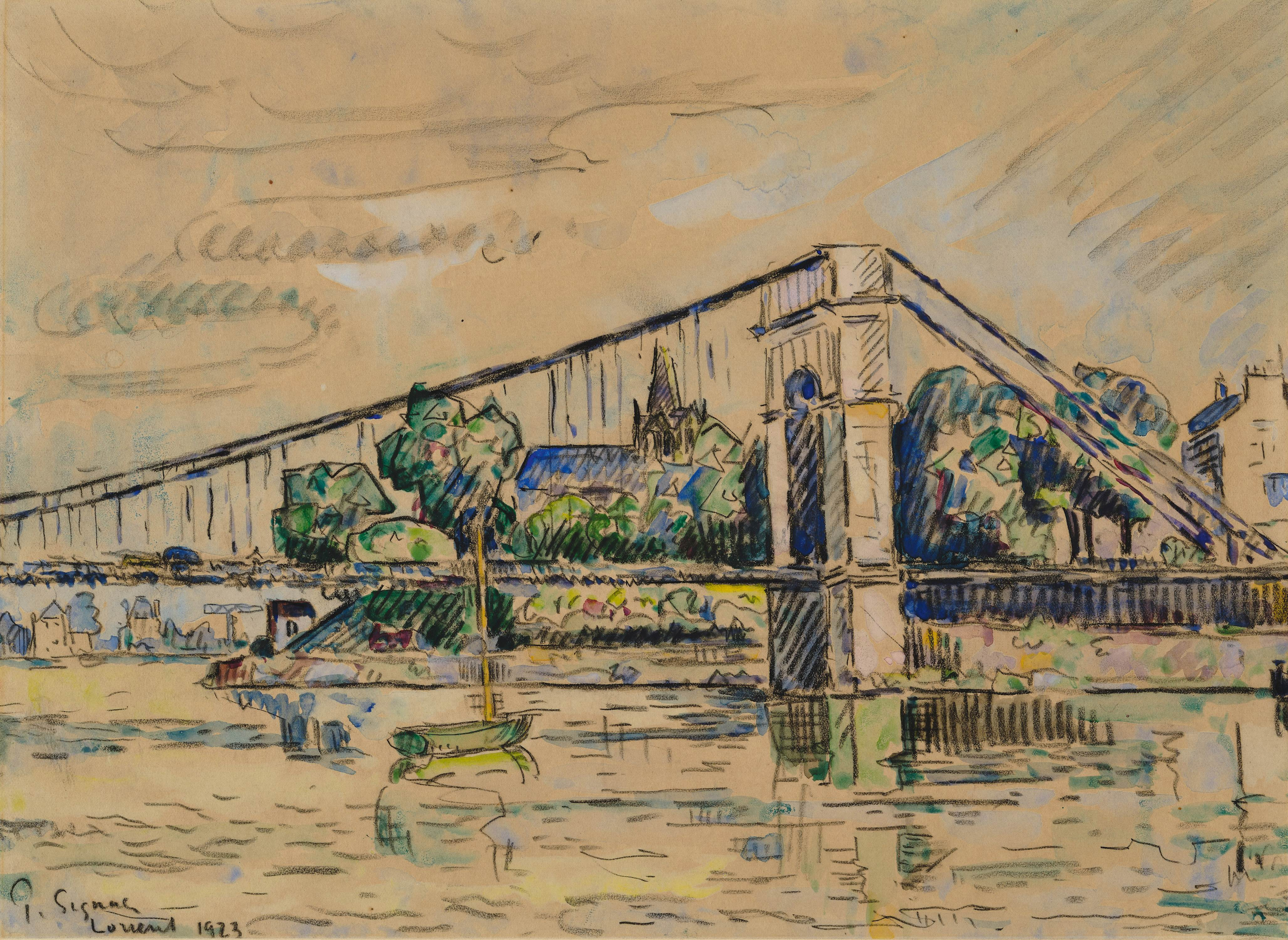
Paul Signac: Lorient. Le pont de Kermelo, 1923

Il s'agit d'un pont à poutres en ciment armé. La réception définitive du chantier est réalisée en juin 1919.

## Pont digue (1966-...)
Le pont digue à vannes est construit en 1966. Il permet le passage entre Lorient et Larmor-Plage, ainsi que la création de l'étang du Ter.